# Jakob Ammann
Jakob Ammann (også skrevet Jacob Amman) (født 12. februar 1644, død mellem 1712 og 1730) var en anabaptistleder og den første leder af den religiøse bevægelse Amish.

## Fødsel og død
Jakob Ammann blev født i 1644, i Erlenbach im Simmental i Kanton Bern, Schweiz, men flyttede senere til Alsace som en del af Anabaptistisk emigration fra kantonen Bern. Hans præcise fødselsdato er ukendt, han var sandsynligvis leder af menigheden indtil sin død. Hans døds dato er også ukendt, dog indikerer kilder at han døde efter 1712 og før 1730. Ammanns navn er fundet i en offentlig Alsace liste som mennoniter måtte underskrive i 1708. En Erlenbach-kilde i forbindelse med hans datters dåb i 1730 nævner at han var død før denne hændelse.